# Spluwy, dziewczyny i poker
Spluwy, dziewczyny i poker (ang. Guns, Girls and Gambling) – amerykański film kryminalny z 2011 roku oparty na scenariuszu i reżyserii Michaela Winnicka. Wyprodukowany przez Universal Studios.

## Opis fabuły
Stany Zjednoczone. Na pustyni w indiańskim kasynie odbywa się konkurs na sobowtóra Elvisa Presleya. W jego trakcie znika cenny eksponat Indian. O kradzież jest podejrzewany John Smith (Christian Slater). Mężczyzna musi odnaleźć prawdziwego złodzieja.

## Obsada
- Gary Oldman jako Elvis
- Christian Slater jako John Smith
- Megan Park jako Cindy
- Helena Mattsson jako Annabel
- Tony Cox jako karzełek Elvis
- Chris Kattan jako gej Elvis
- Dane Cook jako szeryf Hutchins
- Jeff Fahey jako Kowboj
- Anthony Brandon Wong jako Azjatycki Elvis
- Gordon Tootoosis jako szef
- Matt Willig jako Indianin
- Powers Boothe jako farmer
- Danny James jako Mo
- Sam Trammell jako szeryf Cowley
- Paulina Gretzky jako zastępca szeryfa